# Matabei (cràter)
Matabei és un cràter d'impacte en el planeta Mercuri de 23,52 km de diàmetre. Porta el nom del pintor japonès Iwasa Matabei (1578-1650), i el seu nom va ser aprovat per la Unió Astronòmica Internacional el 2009.
Té una sèrie de raigs foscos. Els raigs foscos són rars en Mercuri, però s'han identificat en altres lloc, com per exemple en el cràter Mozart (fotografiat durant el primer sobrevol sobre Mercuri de la sonda espacial MESSENGER). En el cràter Mozart s'ha interpretat que el material fosc ha sigut excavat de la profunditat durant l'esdeveniment d'impacte, creant franges fosques. Els raigs foscos del Matabei poden tenir un origen similar.